# Psammopolia
Psammopolia là một chi bướm đêm thuộc họ Noctuidae.

## Các loài
- Psammopolia arietis (Grote, 1879)
- Psammopolia insolens (Grote, 1874)
- Psammopolia ochracea (Smith, 1892)
- Psammopolia sala (Troubridge & Mustelin, 2006)
- Psammopolia wyatti (Barnes & Benjamin, 1926)